# دوري الرغبي

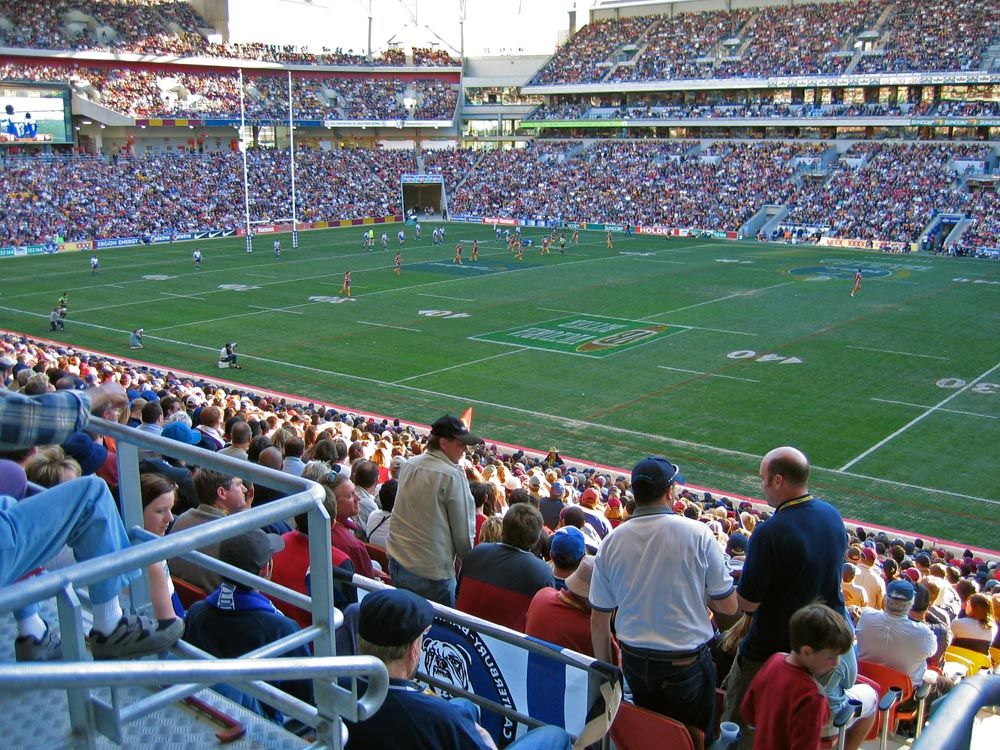
مقابلة في دوري أستراليا لرغبي 13

دوري الرغبي أو رغبي 13 هي أحد الفرعين الرئيسيين لرياضة الرغبي, فرق دوري الرجبي مكونة من 13 لاعباً بخلاف لعبة اتحاد الرغبي المكونة من 15 لاعباً. رغم سيطرة لعبة اتحاد الرغبي أو رغبي 15 في العالم, دوري الرغبي أو رغبي 13 لا زال يتمتع بشعبية كبيرة في أستراليا ونيوزيلندا.

## لاعبون مشهورون
- انثوني مندين
- بليك فيرجسون